# Eintracht Frankfurt 2022-2023
Questa voce raccoglie le informazioni riguardanti l'Eintracht Frankfurt nelle competizioni ufficiali della stagione 2022-2023.

## Maglie e divise
| Casa | Trasferta | Terza divisa |

## Stagione
Grazie alla vittoria dell'Europa League nella stagione precedente, l'Eintracht partecipa alla Champions League sessantatré anni dopo l'ultima volta. Inserito nel gruppo D insieme a Tottenham, Sporting Lisbona e Olympique Marsiglia, si piazza secondo nel girone dietro agli inglesi, qualificandosi agli ottavi di finale, dove affronta il Napoli; dopo aver perso in casa all'andata per 2-0, il Francoforte perde anche al Maradona per 3-0 e viene eliminato.

## Rosa
Rosa aggiornata al 5 aprile 2023.
| N. |                      | Ruolo | Calciatore                |
| -- | -------------------- | ----- | ------------------------- |
| 1  | Germania (bandiera)  | P     | Kevin Trapp               |
| 2  | Francia (bandiera)   | D     | Evan N'Dicka              |
| 4  | Camerun (bandiera)   | D     | Jérôme Onguéné            |
| 5  | Croazia (bandiera)   | D     | Hrvoje Smolčić            |
| 6  | Croazia (bandiera)   | C     | Kristijan Jakić           |
| 8  | Svizzera (bandiera)  | C     | Djibril Sow               |
| 9  | Francia (bandiera)   | A     | Randal Kolo Muani         |
| 10 | Serbia (bandiera)    | C     | Filip Kostić              |
| 11 | Germania (bandiera)  | A     | Faride Alidou             |
| 15 | Giappone (bandiera)  | C     | Daichi Kamada             |
| 17 | Germania (bandiera)  | C     | Sebastian Rode (capitano) |
| 18 | Mali (bandiera)      | D     | Almamy Touré              |
| 19 | Colombia (bandiera)  | A     | Rafael Santos Borré Maury |
| 20 | Giappone (bandiera)  | C     | Makoto Hasebe             |
| 21 | Argentina (bandiera) | A     | Lucas Alario              |

| N. |                        | Ruolo | Calciatore              |
| -- | ---------------------- | ----- | ----------------------- |
| 22 | Stati Uniti (bandiera) | C     | Timothy Chandler        |
| 24 | Portogallo (bandiera)  | D     | Aurélio Buta            |
| 25 | Germania (bandiera)    | D     | Christopher Lenz        |
| 26 | Francia (bandiera)     | C     | Éric Junior Dina Ebimbe |
| 27 | Germania (bandiera)    | C     | Mario Götze             |
| 28 | Germania (bandiera)    | C     | Marcel Wenig            |
| 29 | Danimarca (bandiera)   | C     | Jesper Lindstrøm        |
| 30 | Stati Uniti (bandiera) | C     | Paxten Aaronson         |
| 31 | Germania (bandiera)    | P     | Jens Grahl              |
| 32 | Germania (bandiera)    | D     | Philipp Max             |
| 33 | Italia (bandiera)      | D     | Luca Pellegrini         |
| 35 | Brasile (bandiera)     | D     | Tuta                    |
| 36 | Germania (bandiera)    | C     | Ansgar Knauff           |
| 40 | Germania (bandiera)    | P     | Diant Ramaj             |

## Calciomercato

### Sessione estiva
| Acquisti         | Acquisti          | Acquisti         | Acquisti                    |
| R.               | Nome              | da               | Modalità                    |
| ---------------- | ----------------- | ---------------- | --------------------------- |
| A                | Randal Kolo Muani | Nantes           | definitivo                  |
| C                | Mario Götze       | PSV              | definitivo (3 milioni €)    |
| A                | Faride Alidou     | Amburgo          | definitivo                  |
| D                | Hrvoje Smolčić    | Rijeka           | definitivo (2,50 milioni €) |
| C                | Kristijan Jakić   | Dinamo Zagabria  | definitivo (3,50 milioni €) |
| A                | Lucas Alario      | Bayer Leverkusen | definitivo (6 milioni €)    |
| D                | Luca Pellegrini   | Juventus         | prestito                    |
| Altre operazioni |                   |                  |                             |
| R.               | Nome              | da               | Modalità                    |

| Cessioni         | Cessioni          | Cessioni   | Cessioni                                                                      |
| R.               | Nome              | a          | Modalità                                                                      |
| ---------------- | ----------------- | ---------- | ----------------------------------------------------------------------------- |
| C                | Filip Kostić      | Juventus   | definitivo (12 milioni € + 1,5 milioni € oneri accessori + 3 milioni € bonus) |
| C                | Ajdin Hrustic     | Verona     | definitivo (500 mila €)                                                       |
| A                | Jens Petter Hauge | Gent       | prestito                                                                      |
| D                | Dominik Kohr      | Magonza    | definitivo (1,5 milioni €)                                                    |
| C                | Rodrigo Zalazar   | Schalke 04 | definitivo (1,5 milioni €)                                                    |
| Altre operazioni |                   |            |                                                                               |
| R.               | Nome              | a          | Modalità                                                                      |

## Risultati

### Bundesliga

#### Girone d'andata
| Arbitro: | Deniz Aytekin (Oberasbach) |

|                |           |                                                            |
| Kolo Muani 64’ | Marcatori | 5’ Kimmich 11’ Pavard 29’ Mané 35’, 83’ Musiala 43’ Gnabry |

| Arbitro: | Frank Willenborg (Osnabrück) |

|           |           |            |
| Serdar 3’ | Marcatori | 48’ Kamada |

| Arbitro: | Martin Petersen (Stoccarda) |

|            |           |               |
| Kamada 71’ | Marcatori | 82’ Thielmann |

| Arbitro: | Patrick Ittrich (Amburgo) |

|                                                |           |                                               |
| Jung 14’ Bittencourt 17’ Füllkrug 90+2’ (rig.) | Marcatori | 2’ Götze 32’ Kolo Muani 39’ Lindstrøm 48’ Sow |

| Arbitro: | Felix Brych (Monaco di Baviera) |

|                                               |           |  |
| Kamada 16’ Rode 22’ Tuta 67’ Borré 84’ (rig.) | Marcatori |  |

| Arbitro: | Tobias Reichel (Stoccarda) |

|  |           |             |
|  | Marcatori | 60’ Lacroix |

| Arbitro: | Daniel Siebert (Berlino) |

|           |           |                              |
| Tomás 79’ | Marcatori | 6’ Rode 55’ Kamada 88’ Jakić |

| Arbitro: | Sascha Stegemann (Niederkassel) |

|                         |           |  |
| Götze 12’ Lindstrøm 42’ | Marcatori |  |

| Arbitro: | Martin Petersen (Stoccarda) |

|                                              |           |  |
| Hofmann 71’ N'Dicka 87’ (aut.) Förster 90+1’ | Marcatori |  |

| Arbitro: | Frank Willenborg (Osnabrück) |

|                                                                         |           |              |
| Kamada 45+5’ (rig.), 72’ (rig.) Kolo Muani 58’ Lindstrøm 65’ Alario 86’ | Marcatori | 56’ Hincapié |

| Arbitro: | Daniel Siebert (Berlino) |

|            |           |                                   |
| Thuram 72’ | Marcatori | 6’, 45’ Lindstrøm 29’ Dina Ebimbe |

| Arbitro: | Sascha Stegemann (Niederkassel) |

|            |           |                           |
| Kamada 26’ | Marcatori | 20’ Brandt 52’ Bellingham |

| Arbitro: | Deniz Aytekin (Oberasbach) |

|            |           |                     |
| Berisha 1’ | Marcatori | 13’ Rode 64’ Knauff |

| Arbitro: | Felix Zwayer (Berlino) |

|                                                    |           |                           |
| Sow 6’ Kolo Muani 8’ Dina Ebimbe 29’ Lindstrøm 56’ | Marcatori | 37’ Baumgartner 46’ Kabak |

| Arbitro: | Robert Schröder (Hannover) |

|              |           |                |
| Burkardt 40’ | Marcatori | 67’ Kolo Muani |

| Arbitro: | Marco Fritz (Korb) |

|                                    |           |  |
| Lindstrøm 21’ Borré 84’ Buta 90+1’ | Marcatori |  |

| Arbitro: | Deniz Aytekin (Oberasbach) |

|            |           |                |
| Ginter 47’ | Marcatori | 42’ Kolo Muani |

#### Girone di ritorno
| Arbitro: | Sven Jablonski (Brema) |

|          |           |                |
| Sané 34’ | Marcatori | 69’ Kolo Muani |

| Arbitro: | Robert Hartmann (Wangen) |

|                                       |           |  |
| Kolo Muani 21’ (rig.), 28’ Buta 90+3’ | Marcatori |  |

| Arbitro: | Daniel Siebert (Berlino) |

|                            |           |  |
| Hübers 49’ Skhiri 71’, 86’ | Marcatori |  |

| Arbitro: | Bastian Dankert (Rostock) |

|                                 |           |  |
| Friedl 8’ (aut.) Kolo Muani 52’ | Marcatori |  |

| Arbitro: | Felix Brych (Monaco di Baviera) |

|                        |           |         |
| Werner 6’ Forsberg 40’ | Marcatori | 61’ Sow |

| Arbitro: | Daniel Schlager (Hügelsheim) |

|                           |           |                            |
| Marmoush 10’ Gerhardt 43’ | Marcatori | 22’ Kolo Muani 26’ N'Dicka |

| Arbitro: | Robert Hartmann (Wangen) |

|          |           |                    |
| Rode 55’ | Marcatori | 75’ Katompa Mvumpa |

| Arbitro: | Christian Dingert (Lebecksmühle) |

|                         |           |  |
| Khedira 53’ Behrens 75’ | Marcatori |  |

| Arbitro: | Harm Osmers (Hannover) |

|                       |           |           |
| Kolo Muani 22’ (rig.) | Marcatori | 13’ Asano |

| Arbitro: | Robert Hartmann (Wangen) |

|                                 |           |         |
| Adli 10’ Diaby 34’ Azmoun 90+5’ | Marcatori | 74’ Sow |

| Arbitro: | Sven Jablonski (Brema) |

|                |           |             |
| Kolo Muani 83’ | Marcatori | 13’ Hofmann |

| Arbitro: | Deniz Aytekin (Oberasbach) |

|                                           |           |  |
| Bellingham 19’ Malen 24’, 66’ Hummels 41’ | Marcatori |  |

| Arbitro: | Frank Willenborg (Osnabrück) |

|                      |           |               |
| Rexhbeçaj 25’ (aut.) | Marcatori | 58’ Demirović |

| Arbitro: | Harm Osmers (Hannover) |

|                                                |           |           |
| Baumgartner 8’ Kramarić 41’ (rig.) Bebou 45+3’ | Marcatori | 54’ Götze |

| Arbitro: | Felix Brych (Monaco di Baviera) |

|                                           |           |  |
| Kamada 18’ (rig.) Buta 40’ Kolo Muani 59’ | Marcatori |  |

| Arbitro: | Daniel Schlager (Hügelsheim) |

|                       |           |                     |
| Terodde 1’ Polter 85’ | Marcatori | 21’ Kamada 59’ Tuta |

| Arbitro: | Deniz Aytekin (Oberasbach) |

|                                  |           |           |
| Kolo Muani 83’ Dina Ebimbe 90+1’ | Marcatori | 44’ Grifo |

### DFB-Pokal
| Magdeburgo 1º agosto 2022, ore 20:45 CEST Primo turno                     | Magdeburgo | 0 – 4 referto                           | Eintracht Francoforte | MDCC-Arena (26 350 spett.) |
| \| \| \| \| \| \| Marcatori \| 4’, 59’ Kamada 31’ Lindstrøm 90’ Alario \| |            |                                         |                       |                            |
|                                                                           |            |                                         |                       |                            |
|                                                                           | Marcatori  | 4’, 59’ Kamada 31’ Lindstrøm 90’ Alario |                       |                            |

| Stoccarda 18 ottobre 2022, ore 18:00 CEST Secondo turno      | Kickers Stoccarda | 0 – 2 referto              | Eintracht Francoforte | Gazi-Stadion auf der Waldau (10 000 spett.) |
| \| \| \| \| \| \| Marcatori \| 11’ Kolo Muani 18’ Smolčić \| |                   |                            |                       |                                             |
|                                                              |                   |                            |                       |                                             |
|                                                              | Marcatori         | 11’ Kolo Muani 18’ Smolčić |                       |                                             |

| Francoforte sul Meno 7 febbraio 2023, ore 20:45 CEST Ottavi di finale                     | Eintracht Francoforte | 4 – 2 referto   | Darmstadt | Deutsche Bank Park |
| \| \| \| \| \| Kolo Muani 6’, 90’ Borré 44’ Kamada 62’ \| Marcatori \| 29’, 31’ Honsak \| |                       |                 |           |                    |
|                                                                                           |                       |                 |           |                    |
| Kolo Muani 6’, 90’ Borré 44’ Kamada 62’                                                   | Marcatori             | 29’, 31’ Honsak |           |                    |

| Arbitro: | Bastian Dankert (Rostock) |

|                     |           |  |
| Kolo Muani 11’, 12’ | Marcatori |  |

| Arbitro: | Daniel Schlager (Hügelsheim) |

|                      |           |                                              |
| Tomás 19’ Millot 83’ | Marcatori | 51’ N'Dicka 55’ Kamada 77’ (rig.) Kolo Muani |

| Arbitro: | Daniel Siebert (Berlino) |

|                           |           |  |
| Nkunku 71’ Szoboszlai 85’ | Marcatori |  |

### UEFA Champions League

#### Fase a gironi
| Arbitro: | Grinfeld |

|  |           |                                    |
|  | Marcatori | 65’ Edwards 67’ Trincão 82’ Santos |

| Arbitro: | Sánchez Martínez |

|  |           |               |
|  | Marcatori | 43’ Lindstrøm |

| Francoforte sul Meno 4 ottobre 2022, ore 21:00 CEST 3ª giornata | Eintracht Francoforte | 0 – 0 referto | Tottenham | Deutsche Bank Park (50 500 spett.)\| Arbitro: \| Orsato \| |
| Arbitro:                                                        | Orsato                |               |           |                                                            |

| Arbitro: | Del Cerro Grande |

|                              |           |                       |
| Son 19’, 36’ Kane 28’ (rig.) | Marcatori | 14’ Kamada 87’ Alidou |

| Arbitro: | Gil Manzano |

|                          |           |               |
| Kamada 3’ Kolo Muani 27’ | Marcatori | 22’ Guendouzi |

| Arbitro: | Vinčić |

|            |           |                                  |
| Arthur 39’ | Marcatori | 62’ (rig.) Kamada 72’ Kolo Muani |

#### Fase a eliminazione diretta
| Arbitro: | Soares Dias |

|  |           |                            |
|  | Marcatori | 40’ Osimhen 65’ Di Lorenzo |

| Arbitro: | Taylor |

|                                         |           |  |
| Osimhen 45+2’, 53’ Zieliński 64’ (rig.) | Marcatori |  |

### Supercoppa UEFA
| Arbitro: | Michael Oliver |

|                       |           |  |
| Alaba 37’ Benzema 65’ | Marcatori |  |

## Statistiche

### Statistiche di squadra
Statistiche aggiornate al 3 giugno 2023.
| Competizione      | Punti | In casa | In casa | In casa | In casa | In casa | In casa | In trasferta | In trasferta | In trasferta | In trasferta | In trasferta | In trasferta | Totale | Totale | Totale | Totale | Totale | Totale | DR |
| Competizione      | Punti | G       | V       | N       | P       | Gf      | Gs      | G            | V            | N            | P            | Gf           | Gs           | G      | V      | N      | P      | Gf     | Gs     | DR |
| ----------------- | ----- | ------- | ------- | ------- | ------- | ------- | ------- | ------------ | ------------ | ------------ | ------------ | ------------ | ------------ | ------ | ------ | ------ | ------ | ------ | ------ | -- |
| Bundesliga        | 50    | 17      | 9       | 5       | 3       | 35      | 18      | 17           | 4            | 6            | 7            | 23           | 34           | 34     | 13     | 11     | 10     | 58     | 52     | +6 |
| Coppa di Germania | -     | 2       | 2       | 0       | 0       | 6       | 2       | 3            | 3            | 0            | 0            | 9            | 2            | 6      | 5      | 0      | 1      | 15     | 6      | +9 |
| Champions League  | 10    | 4       | 1       | 1       | 2       | 2       | 6       | 4            | 2            | 0            | 2            | 5            | 7            | 8      | 3      | 1      | 4      | 7      | 13     | -6 |
| Supercoppa UEFA   | -     | 0       | 0       | 0       | 0       | 0       | 0       | 0            | 0            | 0            | 0            | 0            | 0            | 1      | 0      | 0      | 1      | 0      | 2      | -2 |
| Totale            | -     | 23      | 12      | 6       | 5       | 43      | 26      | 24           | 9            | 6            | 9            | 37           | 43           | 49     | 21     | 12     | 16     | 80     | 73     | +7 |

### Andamento in campionato
| Giornata  | 1  | 2  | 3  | 4 | 5 | 6 | 7 | 8 | 9 | 10 | 11 | 12 | 13 | 14 | 15 | 16 | 17 | 18 | 19 | 20 | 21 | 22 | 23 | 24 | 25 | 26 | 27 | 28 | 29 | 30 | 31 | 32 | 33 | 34 |
| --------- | -- | -- | -- | - | - | - | - | - | - | -- | -- | -- | -- | -- | -- | -- | -- | -- | -- | -- | -- | -- | -- | -- | -- | -- | -- | -- | -- | -- | -- | -- | -- | -- |
| Luogo     | C  | T  | C  | T | C | C | T | C | T | C  | T  | C  | T  | C  | T  | C  | T  | T  | C  | T  | C  | T  | T  | C  | T  | C  | T  | C  | T  | C  | T  | C  | T  | C  |
| Risultato | P  | N  | N  | V | V | P | V | V | P | V  | V  | P  | V  | V  | N  | V  | N  | N  | V  | P  | V  | P  | N  | N  | P  | N  | P  | N  | P  | N  | P  | V  | N  | V  |
| Posizione | 18 | 13 | 11 | 9 | 8 | 9 | 7 | 5 | 7 | 4  | 4  | 5  | 5  | 5  | 4  | 2  | 4  | 5  | 5  | 6  | 6  | 6  | 6  | 6  | 6  | 6  | 7  | 7  | 9  | 9  | 9  | 8  | 8  | 7  |

Legenda:

Luogo: C = Casa; T = Trasferta. Risultato: V = Vittoria; N = Pareggio; P = Sconfitta.

### Statistiche dei giocatori
Sono in corsivo i calciatori che hanno lasciato la società a stagione in corso.
| Giocatore     | Bundesliga | Bundesliga | Bundesliga  | Bundesliga | Coppa di Germania | Coppa di Germania | Coppa di Germania | Coppa di Germania | Champions League | Champions League | Champions League | Champions League | Supercoppa UEFA | Supercoppa UEFA | Supercoppa UEFA | Supercoppa UEFA | Totale   | Totale | Totale      | Totale     |
| Giocatore     | Presenze   | Reti       | Ammonizioni | Espulsioni | Presenze          | Reti              | Ammonizioni       | Espulsioni        | Presenze         | Reti             | Ammonizioni      | Espulsioni       | Presenze        | Reti            | Ammonizioni     | Espulsioni      | Presenze | Reti   | Ammonizioni | Espulsioni |
| ------------- | ---------- | ---------- | ----------- | ---------- | ----------------- | ----------------- | ----------------- | ----------------- | ---------------- | ---------------- | ---------------- | ---------------- | --------------- | --------------- | --------------- | --------------- | -------- | ------ | ----------- | ---------- |
| P. Aaronson   | 7          | 0          | 1           | 0          | 1                 | 0                 | 0                 | 0                 | -                | -                | -                | -                | -               | -               | -               | -               | 8        | 0      | 1           | 0          |
| L. Alario     | 20         | 1          | 0           | 0          | 3                 | 1                 | 0                 | 0                 | 2                | 0                | 0                | 0                | 1               | 0               | 1               | 0               | 26       | 2      | 1           | 0          |
| F. Alidou     | 14         | 0          | 0           | 0          | 1                 | 0                 | 0                 | 0                 | 5                | 1                | 0                | 0                | 0               | 0               | 0               | 0               | 20       | 1      | 0           | 0          |
| R. Borré      | 32         | 2          | 3           | 0          | 6                 | 1                 | 1                 | 0                 | 8                | 0                | 0                | 0                | 1               | 0               | 0               | 0               | 47       | 3      | 4           | 0          |
| A. Buta       | 17         | 3          | 3           | 0          | 4                 | 0                 | 1                 | 0                 | 2                | 0                | 0                | 0                | -               | -               | -               | -               | 23       | 3      | 4           | 0          |
| T. Chandler   | 6          | 0          | 0           | 0          | 1                 | 0                 | 0                 | 0                 | 1                | 0                | 0                | 0                | 0               | 0               | 0               | 0               | 8        | 0      | 0           | 0          |
| É. Ebimbe     | 18         | 3          | 4           | 0          | 4                 | 0                 | 1                 | 0                 | 6                | 0                | 0                | 0                | -               | -               | -               | -               | 28       | 3      | 5           | 0          |
| M. Götze      | 31         | 3          | 6           | 0          | 6                 | 0                 | 1                 | 0                 | 7                | 0                | 2                | 0                | 1               | 0               | 0               | 0               | 45       | 3      | 9           | 0          |
| M. Hasebe     | 18         | 0          | 1           | 0          | 5                 | 0                 | 0                 | 0                 | 4                | 0                | 2                | 0                | 1               | 0               | 0               | 0               | 28       | 0      | 3           | 0          |
| K. Jakić      | 24         | 1          | 4           | 0          | 4                 | 0                 | 1                 | 0                 | 8                | 0                | 2                | 0                | -               | -               | -               | -               | 36       | 1      | 7           | 0          |
| D. Kamada     | 33         | 9          | 3           | 0          | 5                 | 4                 | 0                 | 0                 | 8                | 3                | 1                | 0                | 1               | 0               | 0               | 0               | 47       | 16     | 4           | 0          |
| A. Knauff     | 23         | 1          | 2           | 0          | 2                 | 0                 | 0                 | 0                 | 6                | 0                | 0                | 0                | 1               | 0               | 0               | 0               | 32       | 1      | 2           | 0          |
| R. Kolo Muani | 32         | 15         | 4           | 1          | 6                 | 6                 | 1                 | 0                 | 7                | 2                | 1                | 1                | 1               | 0               | 0               | 0               | 46       | 23     | 6           | 2          |
| F. Kostić     | 1          | 0          | 1           | 0          | 1                 | 0                 | 0                 | 0                 | -                | -                | -                | -                | -               | -               | -               | -               | 2        | 0      | 1           | 0          |
| C. Lenz       | 24         | 0          | 1           | 0          | 4                 | 0                 | 1                 | 0                 | 3                | 0                | 1                | 0                | 1               | 0               | 0               | 0               | 32       | 0      | 3           | 0          |
| J. Lindstrøm  | 27         | 7          | 2           | 0          | 3                 | 1                 | 0                 | 0                 | 7                | 1                | 0                | 0                | 1               | 0               | 0               | 0               | 38       | 9      | 2           | 0          |
| P. Max        | 10         | 0          | 1           | 0          | 3                 | 0                 | 0                 | 0                 | 2                | 0                | 0                | 0                | -               | -               | -               | -               | 15       | 0      | 1           | 0          |
| E. N'Dicka    | 29         | 1          | 4           | 0          | 5                 | 1                 | 1                 | 0                 | 8                | 0                | 2                | 0                | 1               | 0               | 0               | 0               | 43       | 2      | 7           | 0          |
| J. Onguéné    | 0          | 0          | 0           | 0          | -                 | -                 | -                 | -                 | 0                | 0                | 0                | 0                | -               | -               | -               | -               | 0        | 0      | 0           | 0          |
| L. Pellegrini | 9          | 0          | 1           | 0          | 1                 | 0                 | 0                 | 0                 | 4                | 0                | 1                | 0                | -               | -               | -               | -               | 14       | 0      | 2           | 0          |
| D. Ramaj      | 1          | -1         | 0           | 0          | 0                 | 0                 | 0                 | 0                 | 0                | 0                | 0                | 0                | 0               | 0               | 0               | 0               | 1        | -1     | 0           | 0          |
| S. Rode       | 27         | 4          | 6           | 0          | 5                 | 0                 | 1                 | 0                 | 6                | 0                | 0                | 0                | 1               | 0               | 0               | 0               | 39       | 4      | 7           | 0          |
| H. Smolčić    | 9          | 0          | 0           | 0          | 2                 | 1                 | 1                 | 0                 | 3                | 0                | 2                | 0                | 1               | 0               | 0               | 0               | 15       | 1      | 3           | 0          |
| D. Sow        | 32         | 4          | 9           | 0          | 6                 | 0                 | 1                 | 0                 | 8                | 0                | 1                | 0                | 1               | 0               | 0               | 0               | 47       | 4      | 11          | 0          |
| A. Touré      | 7          | 0          | 1           | 0          | 1                 | 0                 | 0                 | 0                 | -                | -                | -                | -                | 1               | 0               | 0               | 0               | 9        | 0      | 1           | 0          |
| K. Trapp      | 33         | -51        | 3           | 0          | 6                 | -6                | 0                 | 0                 | 8                | -13              | 0                | 0                | 1               | -2              | 0               | 0               | 48       | -72    | 3           | 0          |
| Tuta          | 31         | 2          | 8           | 0          | 5                 | 0                 | 1                 | 0                 | 7                | 0                | 0                | 1                | 1               | 0               | 0               | 0               | 44       | 2      | 9           | 1          |
| M. Wenig      | 1          | 0          | 0           | 0          | 1                 | 0                 | 0                 | 0                 | -                | -                | -                | -                | -               | -               | -               | -               | 2        | 0      | 0           | 0          |